# Silesaurus
 Silesaurus  ist eine ausgestorbene Gattung von mittelgroßen, wahrscheinlich pflanzenfressenden Nicht-Vogel-Archosauriern aus der unmittelbaren Verwandtschaft der Dinosaurier. Sie lebte in der Obertrias (spätes Karnium oder Norium) im heutigen Polen.

## Etymologie
Die einzige Art und Typusart der Gattung wurde 2003 vom polnischen Paläontologen Jerzy Dzik unter dem Namen Silesaurus opolensis beschrieben. Der Name „Silesaurus“ ist zusammengezogen aus „Silesia“, dem lateinischen Namen Schlesiens, der Fundregion des Typusmaterials, und „Saurus“, der latinisierten Form des griechischen Wortes σαῦρος, das so viel wie „Echse“ bedeutet. Das Epitheton „opolensis“ bezieht sich auf die Nähe der Fundstelle zur oberschlesischen Stadt Opole (Oppeln).

## Fundorte und Fossilexemplare
| \| Krasiejów \| |
| Krasiejów       |

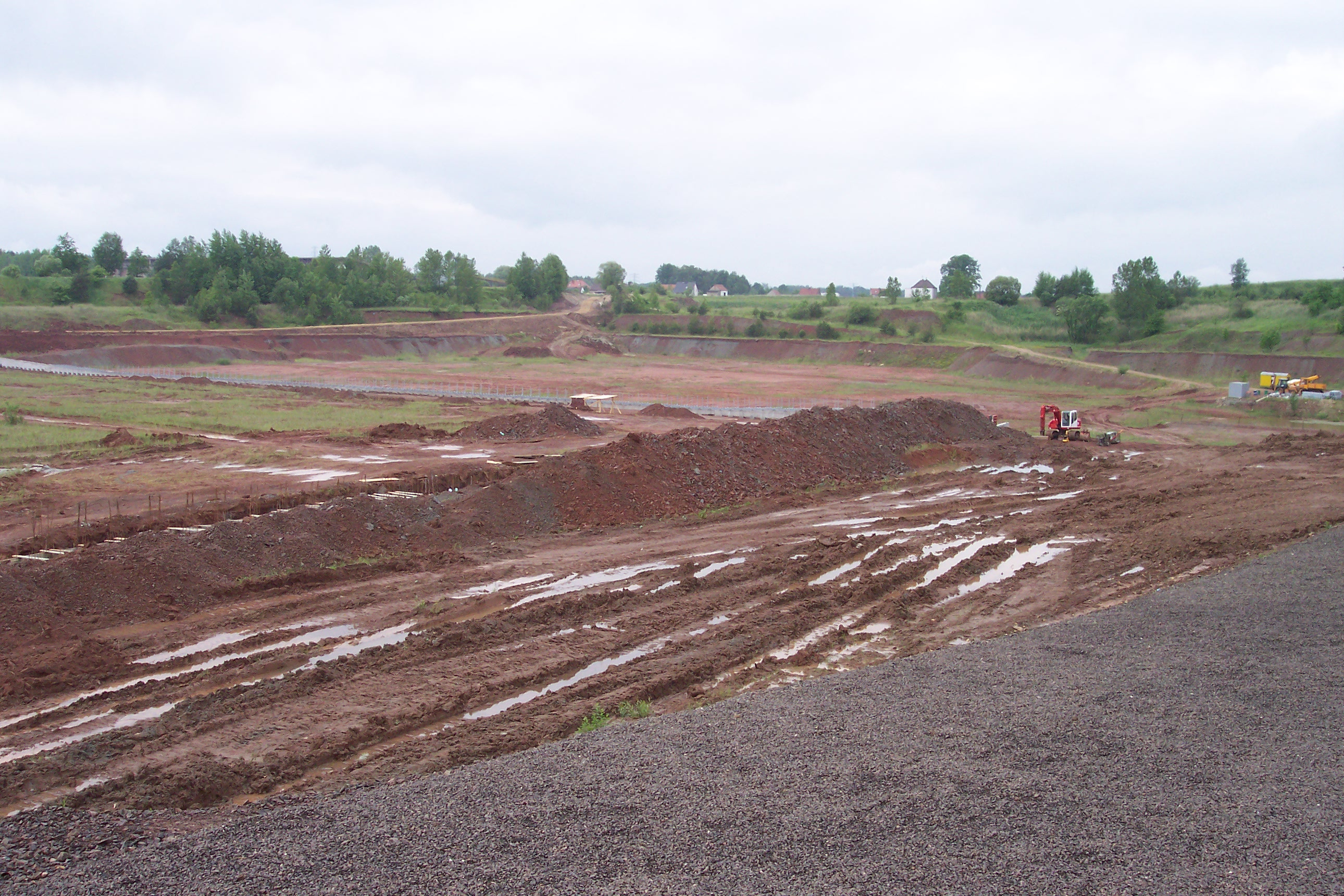
Die Tongrube Krasiejów, Typlokalität von Silesaurus opolensis. Die Aufnahme stammt aus dem Jahr 2007. Heute befindet sich auf dem Gelände ein „Dinosaurierpark“.

Einziger bekannter Fundort von Silesaurus ist die Tongrube von Krasiejów bei Opole in Oberschlesien, Polen. Die rötlichen, tonigen Fundschichten wurden in die Obertrias, ins späte Karnium (ca. 230 Millionen Jahre vor heute) datiert. Alternativ ist auch ein norisches Alter (ca. 220 bis 210 Millionen Jahre vor heute) diskutiert worden.
Die Erstbeschreibung von Silesaurus opolensis fußte auf vier weitgehend vollständigen, annähernd in anatomischem Zusammenhang überlieferten Skeletten (Exemplar-Nummern: ZPAL * Ab III/361, ZPAL Ab III/362, ZPAL Ab III/363 und ZPAL Ab III/364). Daneben wurden zahlreiche Einzelknochen außerhalb eines anatomischen Zusammenhanges gefunden. Die Anzahl der Silesaurus-Individuen, die durch alle diese Fundstücke repräsentiert sind, wird mit (maximal) 20 angegeben.

## Merkmale

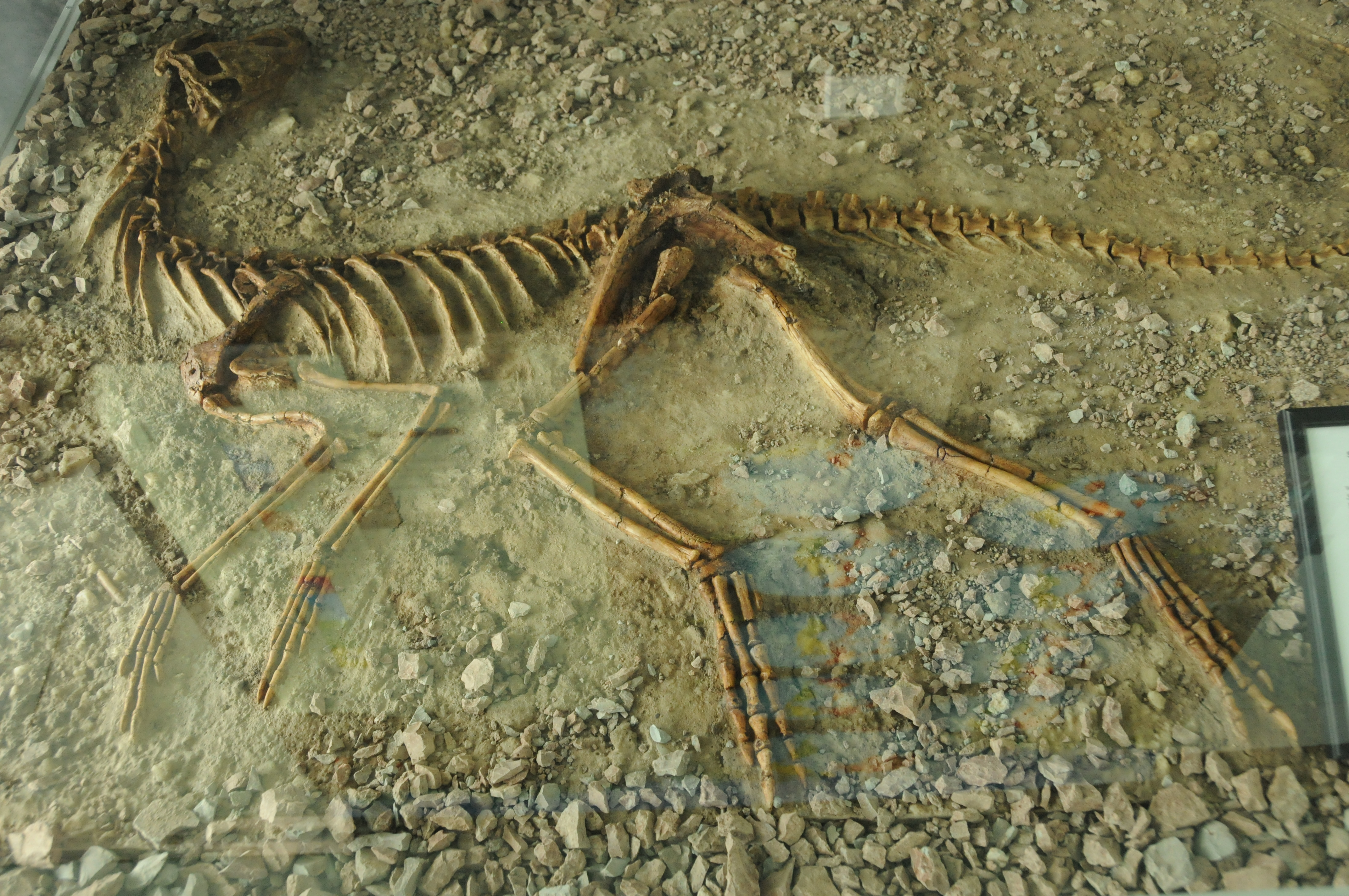
Nachbildung eines Silesaurus-Skeletts, ausgestellt im Paläontologischen Pavillon der Tongrube Krasiejów. Es handelt sich hierbei nicht um eine 1:1-Nachstellung der ursprünglichen Fundsituation. Stattdessen ist das Skelett rekonstruiert und fehlende Teile sind ergänzt worden. Die Originalfunde waren weniger vollständig und in einem weit weniger perfekten anatomischen Zusammenhang.

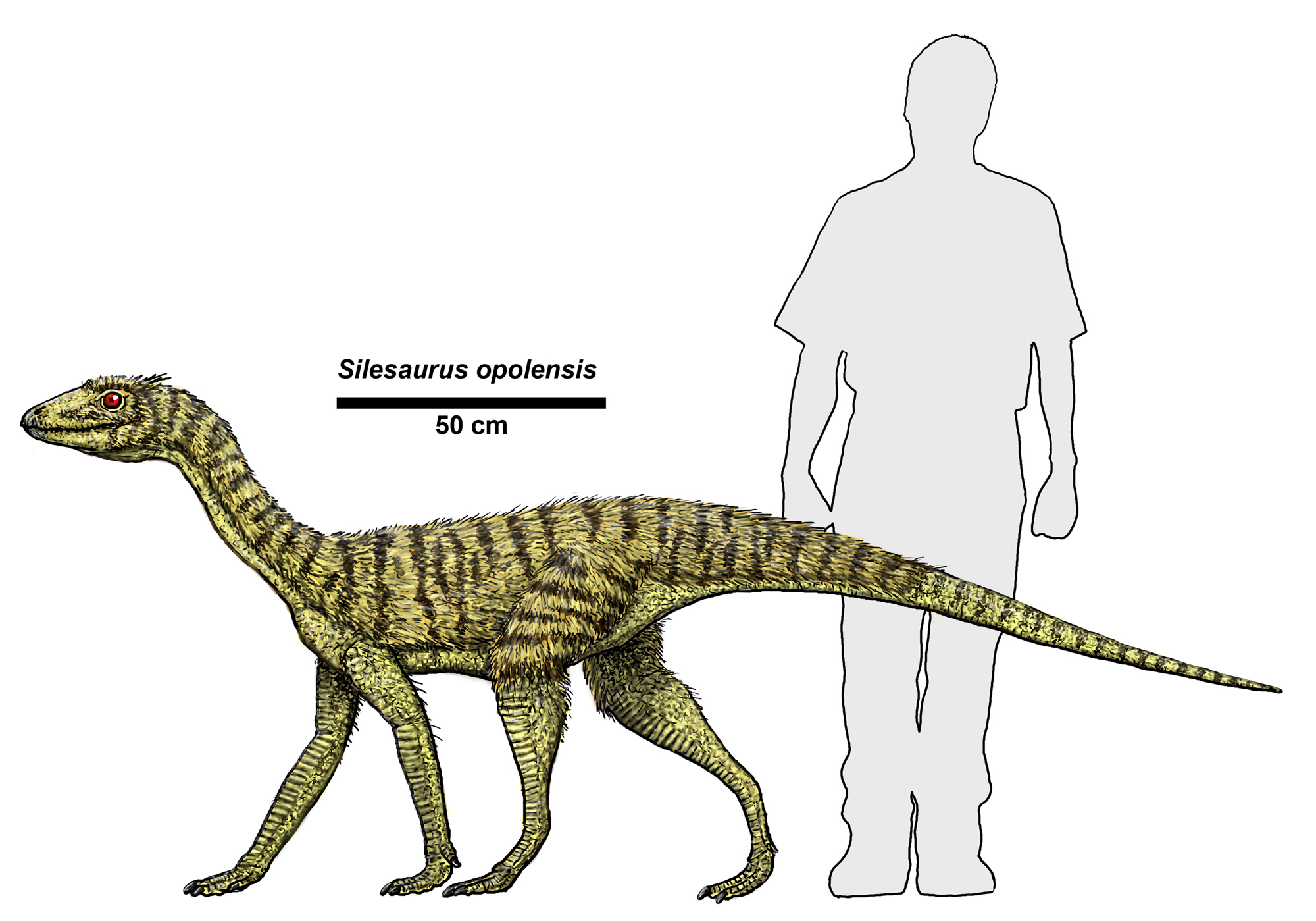
Zeichnerische Lebendrekonstruktion als Quadrupede mit Größenvergleich. Der Künstler ließ sich bei seiner Darstellung von der Hypothese inspirieren, dass eine Art Daunenkleid als Körperbedeckung (auf Englisch scherzhaft dinofuzz genannt) sehr früh in der Evolution der Dinosaurier erworben wurde.

Folgende Merkmale werden in der Erstbeschreibung als diagnostisch für Silesaurus und als abgrenzend von ansonsten sehr ähnlichen, relativ eng verwandten, annähernd zeitgenössischen Taxa wie Lagerpeton und Pseudolagosuchus aufgezählt: Anzahl der Zähne verhältnismäßig gering, sowohl im Oberkiefer (15–16 pro Kieferhälfte, davon 4 auf dem Prämaxillare) als auch im Unterkiefer (11–12 pro Kieferhälfte); die zahntragenden Knochen des Unterkiefers (Dentalia) weisen hakenartig aufwärts gebogene, zahnlose vordere Enden auf, die beim lebenden Tier vermutlich in einer Hornscheide steckten; Wirbelsäule mit 25 Präsacralwirbeln, davon 9–11 Halswirbel; langgestreckte, grazile Vordergliedmaßen; I. Zehenstrahl der Hintergliedmaßen reduziert, mit rudimentärem Metatarsale, aber wahrscheinlich ohne Zehenglieder. Die ursprüngliche Beschreibung des aus vier Wirbeln bestehenden Kreuzbeins (Sacrum) wurde nachfolgend korrigiert: statt, wie zunächst angegeben, aus nur zwei eigentlichen Sacralwirbeln, die über hohe, wirbelfern (distal) miteinander verwachsene Sacralrippen verfügen, besteht das Sacrum von Silesaurus aus drei Sacralwirbeln und nur einem hinteren Dorsalwirbel („Dorsosacralwirbel“), der keine Sacralrippen aufweist.
Silesaurus war ein mittelgroßer Archosaurier mit einer rekonstruierten Körperlänge von insgesamt rund 2 Metern, wobei der lange Schwanz davon etwa einen Meter ausmachte. Die rekonstruierte Schädellänge wird mit nur 17 Zentimetern angegeben. Der Kopf saß auf einem relativ langen gelenkigen Hals. Die Zähne haben eine auffällige Form mit einer relativ schlanken Basis, auf der eine breite, niedrige, spitzkonische Krone sitzt. Die Krone ist leicht seitlich (medio-lateral) abgeflacht und weist vorne (mesial) und hinten (distal) einen Grat auf, der mit kleinen Dentikeln besetzt sein kann. Außerdem zeichnet sie sich in der Draufsicht oft durch ein unregelmäßiges, engständiges, radiäres Furchenmuster aus. Der Körper war schlank und leicht gebaut, die Vordergliedmaßen waren schwächer ausgebildet und etwas kürzer als die Hintergliedmaßen. In der Fußwurzel sind die beiden kniewärtigen (proximalen) Knochen Astragalus und Calcaneus über eine Knochennaht (Sutur) fest miteinander verbunden, sodass die Scharnierlinie des Sprunggelenks zwischen den kniewärtigen und den zehwärtigen (distalen) Fußwurzelknochen verlief (Mesotarsalgelenk). Außerdem besaß die proximale Seite des Astragalus einen pyramidenförmigen Höcker zwischen den beiden Kontaktflächen für die distalen Enden der beiden Unterschenkelknochen (Tibia und Fibula). Das Becken war ausgeprägt dreistrahlig, mit langem stabförmigem Schambein (Pubis) und Sitzbein (Ischium), und die „Rückwand“ der Gelenkpfanne des Hüftgelenks (Acetabulum) war geschlossen – das typische Becken eines triassischen Archosauriers der Prä-Dinosaurier-Ära.

## Lebensweise
Der leichte und relativ grazile Körperbau lässt auf Silesaurus als flinken Läufer schließen. Der dinosaurierartige Bau seines Fußes (Mesotarsalgelenk, proximaler Höcker auf dem Astragalus) weist ihn als Zehengänger aus und gibt Anlass zu vermuten, dass er sich auch dinosaurierartig – nur auf den Hinterbeinen (biped) – fortbewegt hat. Andere Autoren nehmen an, dass er auf allen vier Beinen (quadruped) lief. Während sein Habitus eher auf einen agilen Jäger hindeutet, ähneln seine Zähne denen von Vogelbeckendinosauriern (Ornithischiern) und legen nahe, dass Silesaurus wahrscheinlich ein Pflanzenfresser (Herbivore) war.

## Systematik
Noch bevor im Jahr 2001 die vier Skelette entdeckt wurden, war aufgrund von Funden von nicht auf Artebene bestimmbaren Einzelknochen bekannt, dass in der Fossilfauna der Tongrube von Krasiejów ein Archosaurier aus der Vogellinie (Ornithodira) vorkommt, der den Dinosauriern verwandtschaftlich sehr nahe steht oder sogar ein echter Dinosaurier ist. In der Erstbeschreibung wurde Silesaurus unter anderem aufgrund des geschlossenen Acetabulums und des Sacrums mit nur zwei echten Sacralwirben als noch außerhalb der Dinosaurier stehend eingestuft. Die Neuentdeckung im Bezug auf den Bau des Sacrums führte nachfolgend zusammen mit der Gestalt der Zähne und dem Besitz eines „Schnabels“ im Unterkiefer (wenngleich ohne Prädentale; vgl. Merkmale) die Bearbeiter zu dem Schluss, dass Silesaurus wahrscheinlich ein früher Vertreter der Vogelbeckendinosaurier (Ornithischia) ist. Keine der beiden Zuordnungen erfolgte jedoch auf der Grundlage von kladistischen Analysen. Mehrerer solcher Analysen, die teilweise auf sehr umfassenden Datensätzen fußten, erbrachten für Silesaurus eine Stellung außerhalb der Dinosauria.
Dinosaurierähnliche Ornithodiren wie Silesaurus, die selbst noch nicht auf dem Entwicklungsstand der Dinosaurier sind, bilden zusammen mit letztgenannten eine Klade, die Dinosauriformes genannt wird. Darüber hinaus ist Silesaurus die Typusgattung der Silesauridae, einer geographisch weit verbreiteten Klade von omnivoren oder herbivoren Dinosauriformes, die in mehreren seit den späten 2000er Jahren publizierten kladistischen Analysen als Schwestergruppe der Dinosauria erscheint.